# Michael Lammer
Michael Lammer (* 25. března 1982 Kilchberg, Švýcarsko) je současný švýcarský profesionální tenista.
Ve své dosavadní kariéře vyhrál na okruhu ATP 1  turnaj ve čtyřhře.

## Finálové účasti na turnajích ATP (1)

### Čtyřhra - výhry (1)
| Legenda                                                       |
| ATP International Series Gold / ATP World Tour 500 Series (0) |
| ATP International Series / ATP World Tour 250 Series (1)      |

| Č. | Datum         | Turnaj            | Povrch | Partner           | Soupeři ve finále               | Výsledek |
| 1. | 2. srpen 2009 | Gstaad, Švýcarsko | antuka | Marco Chiudinelli | Jaroslav Levinský Filip Polášek | 7-5, 6-3 |

## Davisův pohár
Michael Lammer se zúčastnil 2 zápasů v Davisově poháru  za tým Švýcarska s bilancí 0–2 ve dvouhře a 1–0 ve čtyřhře.

## Postavení na žebříčku ATP na konci sezóny

### Dvouhra
| Rok    | 1999 | 2000   | 2001   | 2002   | 2003   | 2004   | 2005   | 2006   | 2007   | 2008   |
| Pořadí | 914. | ▲ 542. | ▼ 595. | ▲ 407. | ▲ 308. | ▼ 373. | ▲ 223. | ▼ 289. | ▲ 210. | ▼ 403. |

### Čtyřhra
| Rok    | 2000  | 2001   | 2002   | 2003   | 2004   | 2005   | 2006   | 2007   | 2008   |
| Pořadí | 1402. | ▲ 971. | ▲ 541. | ▲ 326. | ▼ 672. | ▲ 478. | ▲ 405. | ▲ 331. | ▼ 674. |